# Cohete multietapa

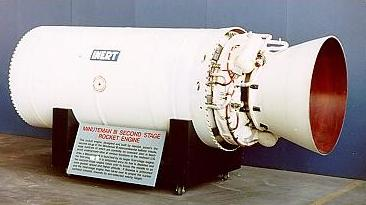
La segunda etapa de un cohete Minuteman III.

Un cohete multietapa es un cohete que usa dos o más etapas, cada una de las cuales posee sus propios motores y propelente. Las etapas tándem o en serie se montan sobre otras etapas, mientras que las etapas paralelas se enganchan en los costados de otras etapas. El resultado son dos o más cohetes uno sobre el otro o uno junto al otro. En conjunto a estos se les denomina a veces una lanzadera espacial. Son bastante comunes las de dos etapas, aunque se han lanzado con éxito cohetes con cinco etapas. 
Soltando las etapas cuando se les ha agotado el propelente se consigue que la masa de lo que queda del cohete disminuya. Esta estadificación permite que el empuje de las etapas restantes lo aceleran hasta su velocidad y altura final con mayor facilidad.
En los esquemas de estadificación tándem o en serie, la primera etapa queda en la base y suele ser la más grande, la segunda etapa y las etapas superiores siguientes, que van encima, suelen ser de tamaño inferior. En los esquemas de estadificación paralelos se usan propulsores sólidos o líquidos para ayudar al despegue. A estos se les suele conocer como "etapa 0". En el caso típico, la primera etapa y los propulsores propulsan todo el cohete hacia arriba. Cuando se le agota el combustible a los propulsores, estos se desprenden del resto del cohete (normalmente con algún tipo de pequeñas cargas explosivas) y caen a la tierra. Entonces la primera etapa impulsa el cohete hasta que también se agota y cae. Es entonces cuando un pequeño cohete, con la segunda etapa de base, se enciende. Este proceso, conocido en los círculos de cohetería como estadificación, es repetido hasta que el motor de la última etapa termina con su combustible.
En algunos casos con estadificación en serie, la etapa superior se enciende antes de la separación —el anillo que hay entre etapas está diseñado con esto en mente—, y el empuje se usa para ayudar a separar los dos vehículos. A esto se le conoce como "fire in the hole".

## Ventajas
La principal razón para usar cohetes multi-etapa y propulsores es que una vez se agota el carburante, la estructura y el espacio que lo contiene, y los motores mismos quedan sin uso, solo añaden peso muerto al vehículo que ralentiza su posterior aceleración. Desprendiéndose de las etapas que ya no son útiles se aligera el cohete. El empuje de las etapas posteriores es capaz de proporcionar más aceleración de la que proporcionaría si las etapas iniciales siguieran pegadas, o de la que un único cohete grande sería capaz de lograr. Cuando se suelta una etapa, el resto del cohete sigue viajando a una velocidad cercana a la que viajaba el cohete cuando la etapa se apagó. Esto significa que en total necesita menos combustible para alcanzar una velocidad o altitud dadas.
Una ventaja más es que cada etapa puede usar diferentes tipos de motores afinados para sus condiciones operativas particulares. Así los motores de las etapas inferiores están diseñados para su uso a presión atmosférica, mientras que las etapas superiores pueden usar motores preparados para condiciones cercanas al vacío. Las etapas inferiores tienden a requerir más estructura que las superiores porque necesitan soportar su propio peso más el de las etapas superiores. Optimizar la estructura de cada etapa disminuye el peso total del vehículo y proporciona más ventaja.

## Desventajas

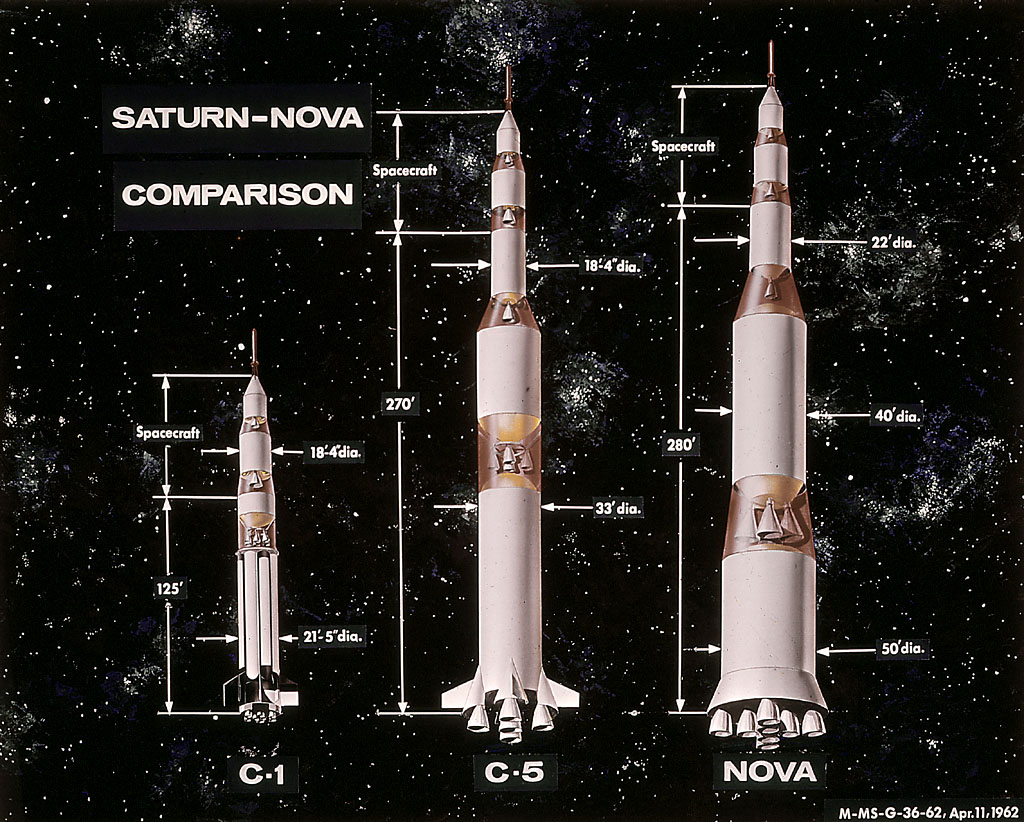
Corte esquemático mostrando tres cohetes multi-etapa.

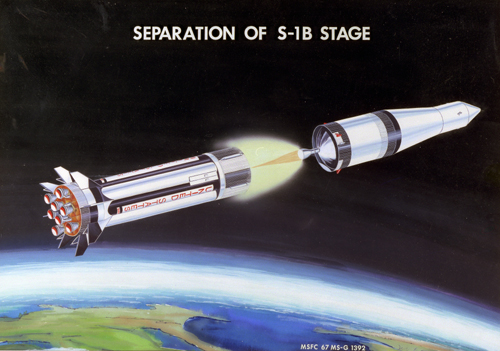
Una idea artística de la separación de la etapa S1-B de un cohete Saturn IB.

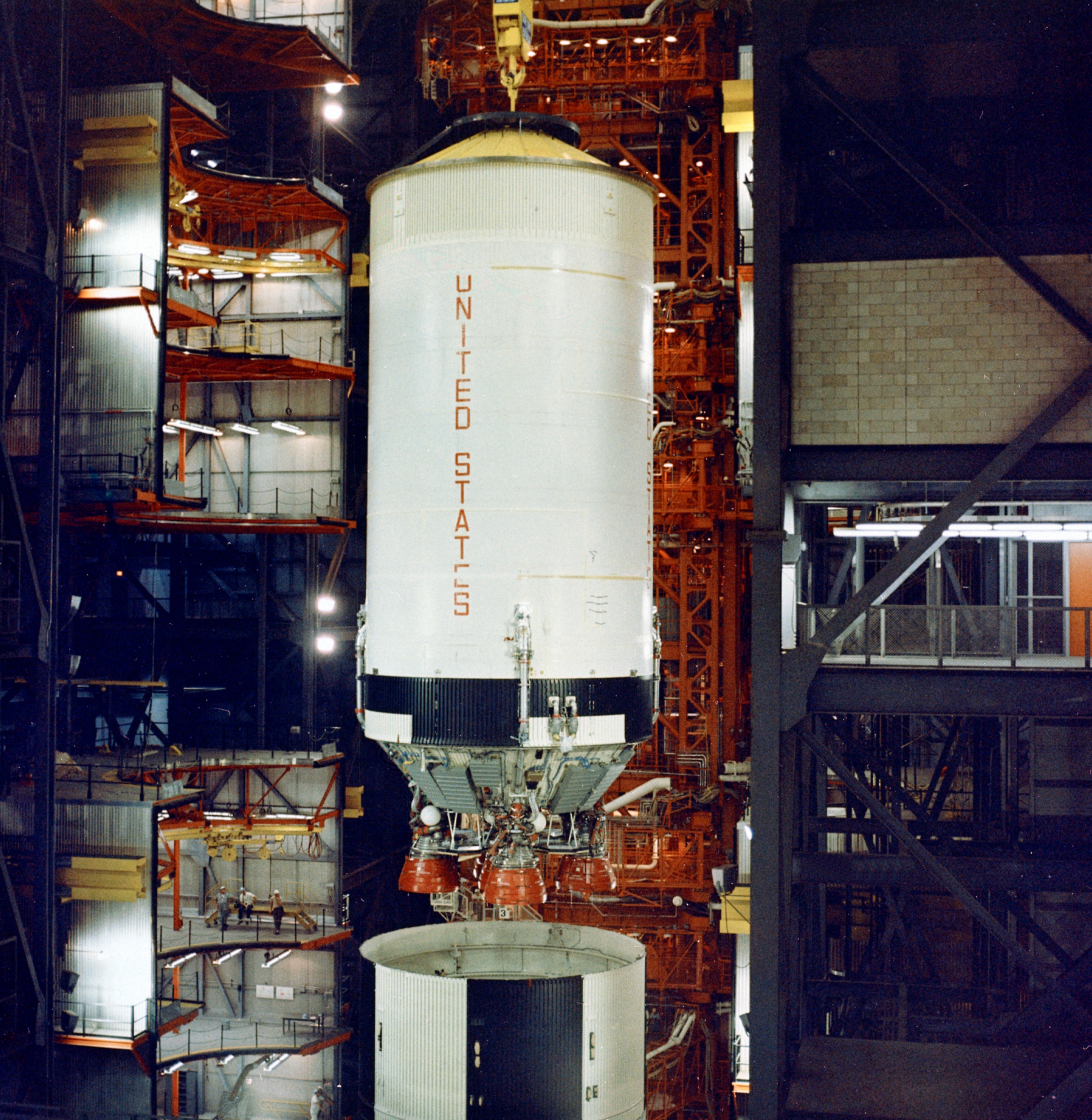
La segunda etapa es bajada para acoplarse a la primera etapa de un cohete Saturn V.

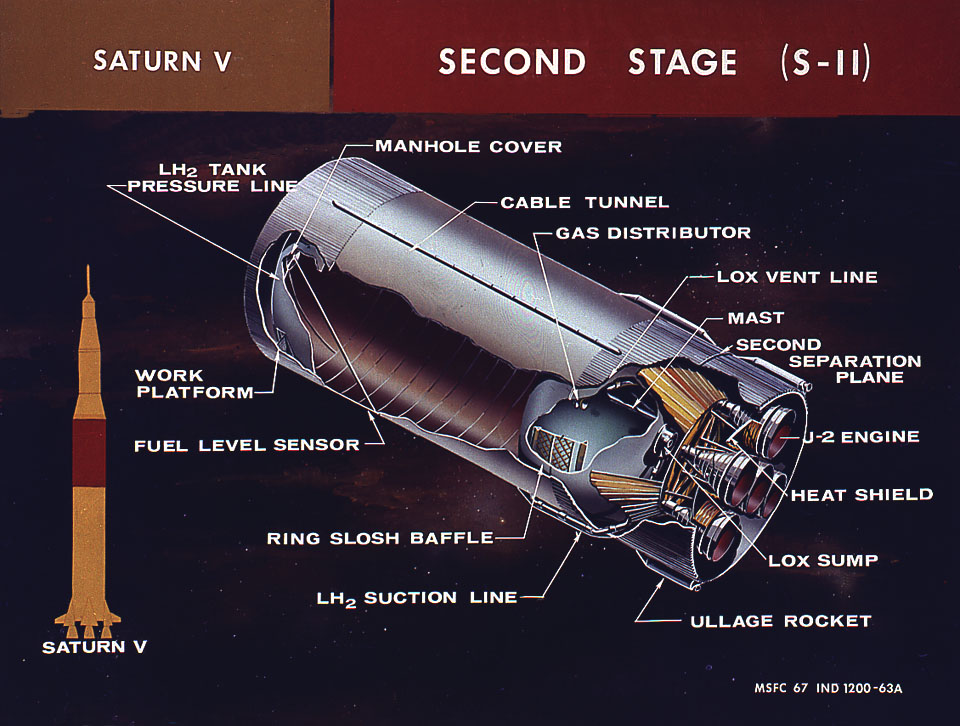
Un diagrama de la segunda etapa y como encaja en el cohete completo.

Por otro lado, la estadificación exige que el vehículo levante el peso de los motores que no van a usarse hasta un tiempo después, y hace más complejo todo el cohete y más difícil de construir. Sin embargo los ahorros son tan grandes que todos los cohetes que se han usado para llevar cargas útiles a órbita han sido estadificados de alguna manera.
En épocas recientes la utilidad de la técnica se ha puesto en duda debido a los desarrollos tecnológicos. En el caso del transbordador espacial el coste de los lanzamientos parece estar mayormente compuesto del coste operativo de las personas involucradas, en lugar del coste del combustible o el equipamiento. Reducir esos costes parece ser la mejor manera de disminuir los costes totales de los lanzamientos. Se está investigando para bajar los costes de lanzar vehículos con nueva tecnología que principalmente aún está en fase de diseño y desarrollo. Se puede encontrar más información en diseños single stage to orbit que no tienen etapas separadas.

## Etapas superiores
Las etapas superiores de las lanzaderas espaciales están diseñadas para operar a una altitud elevada, y bajo ninguna o poca presión atmosférica. Esto les permite usar cámaras de combustión y seguir consiguiendo un ratio de expansión de tobera cercano al óptimo con tamaños razonables de toberas. En muchos motores de cohete líquido de etapas superiores de baja presión, tales como el Aerojet AJ-10, el propelente está almacenado bajo presión, y no hay necesidad de usar complejos turbocompresores. Las bajas presiones de la cámara también generan ratios de transferencia de calor más bajos, que permiten la refrigeración ablativa de la cámara de combustión, que es mejor que la refrigeración regenerativa más elaborada.

## Historia y desarrollo
En una descripción con ilustración en el siglo XIV del chino Jiao Yu, del estrato Huolongjing, aparece el cohete multietapa más antiguo conocido; este fue el "dragón de fuego que sale del agua" (火龙出水, huo long chu shui), usado principalmente por la marina china. Fue un cohete de dos etapas que tenía cargadores o aceleradores que se quemaba al final, aun antes de que se iniciara automáticamente un pequeño número de flechas cohete que eran disparadas desde la parte delantera del misil. El cohete tenía forma de cabeza de dragón con una boca abierta y puede considerarse el antecesor del moderno misil antibuque YingJi-62. El historiador Joseph Needham señala que el material escrito y la ilustración representada de este cohete viene del estrato Huolongjing más antiguo, el cual puede estar datado en torno al 1300-1350 a. C. (De la parte del libro 1, capítulo 3, página 23).
Los experimentos más antiguos con cohetes multietapa en Europa fueron hechos en 1551 por el austriaco Conrad Haas (1509–1576), el maestro de arsenal de la ciudad de Hermannstadt, Transilvania (ahora Sibiu/Hermannstadt, Rumanía). Este concepto fue desarrollado independientemente por al menos cuatro individuos:
- El lituano Kazimierz Siemienowicz (1600-1651)
- El ruso Konstantin Tsiolkovsky (1857–1935)
- El americano Robert Goddard (1882–1945)
- El alemán Hermann Oberth (1894–1989), nacido en Hermannstadt, Transylvania

En 1947, Mikhail Tikhonravov desarrolló una teoría de etapas paralelas, a la que él llamó "cohetes empaquetados". En este esquema, se disparaban tres etapas paralelas desde el despegue, pero los tres motores eran alimentados con las dos etapas exteriores, hasta que quedaban vacías y podían ser desprendidas. Esto es más eficiente que la estadificación secuencial, porque el motor de la segunda etapa nunca es un peso muerto. En 1951, Dmitri Okhotsimsky realizó un estudio pionero de la estadificación secuencial y paralela, con y sin el bombeo de combustible entre etapas. El diseño del R-7 Semyorka salió de tal estudio.

## Alternativas a cohetes
Se denomina propulsión espacial a cualquier tecnología capaz de impulsar una nave por el espacio. Para efectuar viajes espaciales es necesario algún sistema de propulsión capaz de imprimir aceleración a los vehículos. Debido al vacío del espacio exterior, cualquier aceleración deberá basarse en la tercera ley Newton (o ley de acción y reacción), según la cual, «por cada fuerza que actúa sobre un cuerpo, este realiza una fuerza de igual intensidad, pero de sentido contrario». De esta manera, si un objeto expulsa parte de su masa en una dirección, el resto del objeto se desplazará en sentido contrario. Este es el fundamento de los motores a reacción, también llamados de «propulsión a chorro»: en ellos, parte de la masa de la nave (el combustible) es expulsada a gran velocidad en una dirección, ocasionando que el resto de la nave se desplace en el sentido opuesto.